# 朴斉家
朴 斉家（パク・チェガ、ぼく せいか、ハングル: 박제가、1750年11月5日 - 1815年7月6日）は、李氏朝鮮時代の実学者・詩人・画家。字は次修（チャス）。号は楚亭または貞蕤。本貫は密陽朴氏。李徳懋や白東脩と共に、武芸図譜通志の編纂に参加した。

## 概要
1768年に朴趾源に師事する。1779年に正祖が奎章閣を設置すると検書官に抜擢された。また1778年以降、4度にわたり朝鮮燕行使に随行して中国へ行き、その際に農業・牧畜・城郭・宮殿・舟・瓦の製法に至るまで詳細に観取して、中国から学ぶことによる福利厚生を説いた『北学議』を著し、正祖の求めに応じて見聞を「丙午所懐」にまとめて上程した。無為徒食の腐敗両班を批判し、士農工商の序列を改め、貿易と通商によって国家を豊かにさせる重商主義を主張したが、保守勢力の反対に遭い、受け入れられなかった。
漢を中華に置き、女真と朝鮮を「夷」と把握した。

## 朝鮮語廃止論者
朝鮮語を捨て去り中国語を用いることを主張した。